# Trachyiulus ceylanicus
Trachyiulus ceylanicus är en mångfotingart som beskrevs av Peters 1864. Trachyiulus ceylanicus ingår i släktet Trachyiulus och familjen Cambalopsidae. Inga underarter finns listade i Catalogue of Life.